# Pycnonotus nigricans
El bulbul encapuchado (Pycnonotus nigricans) es una especie de ave paseriforme de la familia Pycnonotidae. Está ampliamente distribuido en África meridional, encontrándose en Angola, Botsuana, Lesoto, Namibia, Sudáfrica, Suazilandia, Zambia y Zimbabue.

## Subespecies
Se reconocen las siguientes dos subespecies:
- Pycnonotus nigricans nigricans
- Pycnonotus nigricans superior